# Муромачи период
Муромачи период (室町時代 - Муромачи џидај), је историјски период Јапана који је трајао од 1336. до 1573. године. Познат је такође и под именом Ашикага период. Започиње успостављањем Ашикага шогуната 1336. године, од стране првог Муромачи шогуна Ашикага Такауџи-ја. Период се завршава 1573. године, када Ода Нобунага протерује и последњег шогуна Ашикага Јошиаки-ја из тадашње престонице Кјото.
Прво раздобље Муромачи шериода, од 1336. до 1392. назива се Период Северног и Јужног двора (南北朝時代); а друго раздобље, од 1467. до 1573. године, назива се Период зараћених држава или још Сенгоку период (戦国時代), када централна власт готово престаје да постоји.
Током овог периода Португалци долазе у Јапан, а са њима и Језуити, који до 1582 преобраћују 150.000 Јапанаца у Католицизам.

## Ашикага шогунат
Период власти шогуна Ашикага назива се Муромачи период по делу Кјотоа, где је трећи шогун успоставио седиште. Камакура период (1185—1333) карактерисала је усклађеност шогуната са царским двором у Кјоту. Ашикага је са друге стране преузео и преостале функције царске владе.
Ашикага Јошимицу допушта настанак јаких регионалних вођа (војних гувернера-шуго), касније званих даимјо. Временом тежиште власти се развијало и регионалне вође постају све значајније. Три најзначаније даимјо фамилије су се ротирале као заменици шогуна (канреи). Ашикага Јошимицу успева коначно 1392. да поново уједини Северни и Јужни Двор под обећањем равнотеже две царске линије. Ипак Северни Двор задржава после тога контролу престола.
Шогуни после Ашикага Јошимицу-а  постепено слабе, а расте моћ регионалних вођа, даимјоа. Одлука шогуна о начину наслеђивања царског престола постала је бесмислена, јер регионалне вође подржавају свог кандидата. Осим тога Ашикаге су имале властите проблеме наслеђивања шогуна, који доводе до Онинског рата (1467—1477). Кјото је опустошен у рату, а шогунат више нема ауторитет на националном нивоу. Настаје век анархије - Сенгоку (1467-1600).

## Период зараћених држава
Онински рат (1467—1477) доводи до политичке фрагментације. Настала је међу самурајима велика борба за земљу и моћ.
Насиље у Кјоту оставило је тешке последице. Видело се да шогун као централна власт ништа не подузима. Због тога се закључује да је мач најбољи начин решавања спорова, пошто централна власт ништа не чини. Започињу мали ратови по провинцијама по целом Јапану.
У провинцији Јамаширо два клана улазе у дуготрајни рат без победника. Сељаци и сиромашнији самураји (кокуђини) су се побунили 1485, створили су своју устаничку (ики) армију и присилили феудалне господаре да напусте њихов регион. Ики, армија сиромашних је постала толико снажна да је владала провинцијом Јамаширо. Ики армије су се појавиле по свим деловима Јапана. Тако је у провинцији Кага секта амида будиста (Права школа чисте земље) формирала властиту ики армију и до 1488. истерала најважније феудалне господаре из провинције. На реци Јодо граде утврђени замак.
Сељаци устају против својих господара, а самураји против војних гувернера (шуго-а), па централна власт нестаје. Царска кућа остаје осиромашена. Настају многи нови даимјо самураји, који су претходно збацили своје господаре.
Започео је грађански рат по свим деловима Јапана. Централна власт више не постоји. Дотад је централна власт стварала ред. Настају многе тврђаве по Јапану, да би пружиле заштиту у доба сталних ратова. Нови мали даимјо господари директно контролишу земљу,
Сељаци су потчињени, а даимјо самураји им нуде заштиту.

## Економски ефекти рата
Већина ратова је била локалног карактера, а дешавали су се по целом Јапану. До 1500. цела земља је била растрзана грађанским ратовима. Честа кретања армија су захтевала развој транспорта и комуникација, што је доводило до пораста прихода од царина и дажбина. Да би избегли разне дажбине трговина се сели у централни регион, који није могао контролисати ниједан даимјо. Дошло је и до развоја трговачких цехова.

## Западни утицај
При крају Муромачи периода стижу први Европљани. Португалци се искрцавају у јужном Кјушуу 1543. и тиме започиње век Нанбанског трговачког периода. Шпанци стижу 1587, а Холанђани 1609.
Јапанци почињу проучавање европске цивилизације. Долазе у додир са европским оружјем, првенствено ватреним оружјем. Јапанско злато и сребро се продају у замену за ватрено оружје, текстил, стакленину, дуван, сатове и остало. Значајно богатство се стиче том трговином, тако да су многи даимјо самураји са Кјушуа стекли велико богатство, а тиме и повећали своју моћ.
Регионални ратови увођењем топова и мушкета постају много опаснији, са много више мртвих.

## Језуити у Јапану
Хришћанство долази у Јапан доласком Португалаца. Са Португалцима долазе Језуити. Језуите је водио Франсис Ксавиер (1506—1552), који стиже у Кагошиму у јужном Кјушуу 1549. Успио је преобратити на католицизам даимјо самураје и трговце, који су тражили боље трговачке уговоре. До 1560 Кјото постаје центар мисионарске активности.
Католички даимјо оснива 1568. луку у Нагасакију. Луку предаје 1579. језуитској администрацији.
До 1582. у Јапану већ има 150.000 католика и 200 цркви. Шогунат је толерисао страни утицај док је земља била разједињена.
Међутим од 1587. почела су дејства против католика, а кажњавања су уследила 1597. Трговина са светом је још увек била охрабривана, али се почела регулисати, а током каснијег Токугавиног периода католицизам је потпуно забрањен.

## Економски и културни развој
Током Муромачи периода поново се успоставља контакт са Кином, са Минг династијом (1368—1644). Кина је тражила да се кажњавају јапански пирати, који су харали кинеским водама. Јапан прихвата кинеске захтеве и добри односи трају пола века. Поново се обнавља трговина са Кином. Размењују се јапанско дрво, сумпор, бакар, мачеви и лепезе за кинеску свилу, порцелан, књиге.
Током Муромачи периода развила се нова култура са средиштем у Кјоту. Зен будизам је играо важну улогу у ширењу не само религиозних, него и уметничких утицаја из кинеских Сонг, Јуан и Минг династија. Уметност свих облика је цветала током Муромачи периода.

## Шинтоизам
Поново се појавило интересовање за шинтоизам, који је коегзистирао са будизмом вековима раније у доба доминације будизма.
Шинтоизам није имао својих властитих завета или књига. Имао је само неколико молитви. Између 8. и 14. века будизам је скоро потпуно апсорбовао шинтоизам.
Монголске инвазије су потресле националну свест улогом камиказа у одбрани Јапана. Мање од 50 година касније (1339—1343) Китабатак Чикафуса је написао хронику, где истиче божанску царску линију Јапана, све до тадашњег цара. Цар је по шинтоизму има божански епитет. Шинтоистички поглед на историју истиче божанску природу свих Јапанаца и истиче духовну супериорност Јапана у односу на Кину или Индију.
Почиње значајна промена. Између XIV и XVII века шинтоизам постаје главно веровање, развија своју филозофију и књиге и постаје занчајна сила јапанског национализма.